# Scrub Me Mama with a Boogie Beat
Pour plus de détails, voir Fiche technique et Distribution.
Scrub Me Mama with a Boogie Beat est un court métrage d'animation américain, réalisé par Walter Lantz, sorti en 1941.

## Fiche technique
- Titre français : Scrub Me Mama with a Boogie Beat
- Réalisation : Walter Lantz
- Scénario : Ben Hardaway
- Musique : Darrell Calker
- Production : Walter Lantz
- Distribution :
  - Universal Pictures (1941) (États-Unis) (cinéma)
  - Universal Pictures (1943) (États-Unis) (cinéma)
  - Alpha Video Distributors (2016) ( (cinéma)) (DVD) dans les Banned Cartoons
- Pays d'origine : États-Unis
- Format : couleurs - 1,37:1 - 35 mm - mono
- Genre : film d'animation, court métrage, comédie
- Durée : 7 minutes
- Date de sortie :  28 mars 1941

## Voix originales
- Ivie Anderson : la jeune chanteuse noire (non crédité)
- Mel Blanc : le capitaine du bateau, mamie, les deux querelleurs et divers (non crédité)

## Animation
- Laverne Harding : animatrice (non créditée)
- Alex Lovy : animateur (non crédité comme tel)
- Frank Tipper : animateur (non crédité comme tel)

## Musiques
- Scrub Me Mama with a Boogie Beat

Musique et paroles de Don Raye, chanson chantée par Vivian Dandridge (en)
- Old Folks at Home

Musique et paroles de Stephen Foster

## Autour du dessin animé
Ce dessin animé est dans le domaine public.
Le cartoon Scrub Me_Mama with a Boogie Beat a été décrié des années après sa parution, du fait des stéréotypes racistes sur les Afro-Américains qu'il véhicule (êtres fainéants, indolents, dévoreurs de pastèque, etc.). La NAACP a protesté contre sa rediffusion mais n'obtient d'Universal le retrait du cartoon de sa programmation qu'en février 1949. Cependant, le cartoon est à nouveau distribué en 2016 par d'autres distributeurs.